# Тангароа
Тангароа (Тангалоа, Тагалоа, Таароа) — у полінезійській міфології один із головних богів пантеону, уявлення про якого різняться залежно від конкретного народу. Наприклад, у міфах жителів Таїті він виступає богом-творцем, а в міфах маорі — божеством океану й моря.
У міфології маорі Тангароа це — син Батька-Неба Рангінуї й Матері-Землі Папатуануку; крім того, у їхніх міфах він — брат Тане, бога лісу. Згідно з іншим міфом, Тангароа  — це брат-близнюк Ронго, а їхні батьки  — Ватея і Папа. А от бог моря Тінірау це — син Тангароа.

## Міфологічні сюжети
Серед мешканців багатьох архіпелагів, поміж яких Самоа, Тонга, Тувалу, Тубуаї й інші, розповсюджені міфи про появу Тангароа з первісного яйця, після чого він створив решту богів.
Інший міфологічний сюжет розповідає про те, що Тангароа тривалий час перебував у темряві мушлі Румії, яка була подібною на яйце. У ті прадавні часи існували лише ця мушля-яйце і порожнеча. Це були часи всеосяжної і непроникної темряви. Згодом Тангароа вибрався з Румії і побачив, що більше не існує нічого й нікого, а тільки порожнеча. Тоді з розбитої мушлі він створив небо, зі свого хребта — гори, з нутрощів — хмари, а з плоті — землю; і навіть свої нігті використав, щоб створити риб'ячу луску і морських черепашок. Отож, Тангароа створив усе, що тепер існує, з розбитої мушлі та зі свого тіла. Після цього він попрохав допомоги в інших богів. У такий спосіб з допомогою одного з них Тангароа створив чоловіка й жінку. Загалом, у полінезійській міфології будь-яка мушля, зокрема й первинна мушля-яйце Румія, символізує все, що існує: небо — це мушля, що містить сонце й місяць, земля — це мушля, яка містить скелі та воду тощо.
Ще один сюжет розповідає про короля Тангароа, що якось перетворився на тюленя. У такій подобі він приплив на Острів Пасхи і на його березі став жертвою місцевих рибалок.
У міфах жителів Гавайських островів Тангароа відомий як Каналоа.